# Albany (Kalifornia)
Albany – miasto w Stanach Zjednoczonych, w stanie Kalifornia, w hrabstwie Alameda.

## Demografia
Według spisu ludności z roku 2010, w Albany mieszkało 18 539 mieszkańców. W roku 2023 liczba mieszkańców wzrosła do 19 097 osób, a gęstość zaludnienia niemal do 1350 osób/km².